# Ротшильд, Эдмон де
Барон Эдмо́н де Ро́тшильд (англ. Edmond James de Rothschild, ивр. אברהם בנימין אדמונד ג'יימס דה רוטשילד‎, Авраам Биньямин Джеймс де Ротшильд; 19 августа 1845, Булонь-Бийанкур — 2 ноября 1934, Булонь-Бийанкур) — французский филантроп, организатор и покровитель еврейского поселенческого движения в Палестине в конце XIX — начале XX веков, младший сын Джеймса Якоба Майера Ротшильда, основателя французской ветви Ротшильдов. Почётный член Общества французских акварелистов.

## Филантропическая деятельность в Палестине
В 1882 году Эдмон де Ротшильд начал выкупать участки земли в Палестине и наряду с этим стал активно поддерживать поселенческое движение в Палестине. Также он помог российским евреям в 1880-е годы переехать в Палестину спасаясь от погромов в Российской империи. В 1889 году он передаёт 25 000 гектаров земли, а также все управленческие функции, связанные с развитием старых и созданием новых поселений, в распоряжение Еврейского колонизационного общества.
Средства Ротшильда до конца его жизни оставались основным источником финансирования поселенческой деятельности (только единовременно Ротшильд вручил Еврейскому колонизационному обществу чек на 15 млн франков золотом). В 1924 году Еврейское колонизационное общество владело в Палестине более чем 500 км² земли. Сумма денег, которую он потратил на все эти предприятия, оценивается в более чем 50 миллионов долларов. Ротшильд осуществлял прямое руководство этой деятельностью в качестве президента специально созданного при Еврейском колонизационном обществе Палестинского совета.

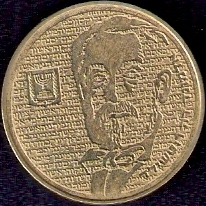
Эдмон де Ротшильд на израильской монете

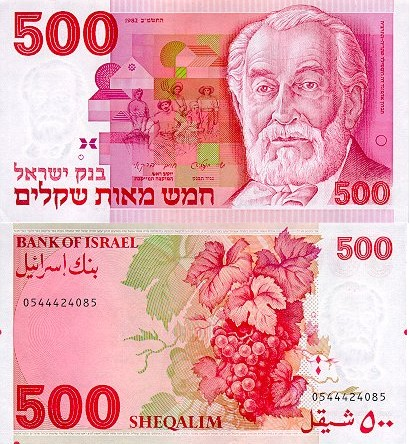
Банкнота достоинством 500 шекелей 1982 года выпуска, посвящённая Эдмону де Ротшильду

Начало сотрудничества Еврейского колонизационного общества с сионистскими организациями относится лишь к 1913 году, незадолго до начала Первой мировой войны. Тогда же Ротшильд впервые встретился с лидером сионистского движения Хаимом Вейцманом, поддержав его план основания в Иерусалиме Еврейского университета.
В период с 1887 по 1925 год Ротшильд предпринял пять поездок в Палестину. Свой четвёртый визит осенью 1914 года он нанёс уже в качестве «известного любителя Сиона» (ховев Цион), а на состоявшейся в декабре того же года встрече с Х. Вейцманом выразил решительную поддержку идее создания в Стране Израиля еврейского государства.
Согласно завещанию Ротшильда, останки его и его жены Аделаиды были в 1954 году перевезены в Израиль и погребены в усыпальнице в парке Рамат-ха-Надив в Зихрон-Яакове (названном в честь его отца — «Зихрон-Яаков» — дословно, «памяти Яакова»).
Более десяти городов и других поселений в Израиле названы в честь барона Ротшильда и его родных. В каждом крупном израильском городе есть улица Ротшильда.
О вкладе барона Ротшильда в развитие Израиля лучше всего сказал он сам: «Без меня сионисты мало чего достигли бы, но без сионистов мое собственное дело погибло бы».